# Lerskinnlav
Lerskinnlav (Epiphloea byssina) är en svampart som tillhör divisionen sporsäcksvampar, och som först beskrevs av Hoffm., och fick sitt nu gällande namn av Henssen och Per Magnus Jørgensen. Lerskinnlav ingår i släktet Epiphloea, och familjen Heppiaceae. Enligt den finländska rödlistan är arten sårbar i Finland. Enligt den svenska rödlistan är arten otillräckligt studerad i Sverige. Arten förekommer i Svealand. Arten har tidigare förekommit i Götaland och Nedre Norrland men är numera lokalt utdöd. Artens livsmiljö är ruderatmarker, vägrenar och banvallar.